# Bourg de Burang
Le bourg de Burang (tibétain : སྤུ་ཧྲེང་རྫོང་, Wylie : spu hreng rdzong puʂeŋ ; chinois simplifié : 普兰镇 ; chinois traditionnel : 普蘭鎮 ; pinyin : Pǔlán Zhèn) est un bourg et le chef-lieu du Xian de Burang, dans la préfecture de Ngari, Région autonome du Tibet, en République populaire de Chine.
Le bourg est nommé par les Népalais Taklakot (népalais : तकलाकोट takalākoț du tibétain Takla Khar, tigre couché).

## Histoire
Il fut la première capitale du royaume Purang-Gugé au Xe siècle, avant d'y être remplacé par Tholing.

## Géographie
Il est situé sur le fleuve Sarayu Karnali à une altitude de 4 755 mètres. Au sud sont situés le mont Gurla Mandhata (ou Namonanyi) et le massif du Abi Gamin, ainsi que le lac Manasarovar et le mont Kailash.
Le bourg est situé à côté de la frontière avec l'Inde et le Népal.